# رجال الشركة (فلم)
رجال الشركة (بالإنجليزية: The Company Men) هو فيلم دراما أمريكي لعام 2010، من تأليف وإخراج جون ويلز. ومن بطولة بن آفليك وكيفن كوستنر وكريس كوبر وتومي لي جونز.
عُرض الفيلم لأول مرة في 22 يناير 2010 وقد حقق 4882577 وكانت ميزانيته 15 مليون دولار.

## وصلات خارجية
- مقالات تستعمل روابط فنية بلا صلة مع ويكي بيانات